# Bauche
Die Bauche war ein Torfmass im Schweizer Kanton Neuenburg:
- 1 Bauche = 120 Kubikfuss = 3,24 Kubikmeter